# Otherwise (Morcheeba)
Otherwise è un brano musicale del gruppo britannico Morcheeba, estratto nel 2002 come primo singolo del loro quarto album Charango.

## Tracce
1. Otherwise – 3:43

## Classifiche
| Classifica (2002) | Posizione più alta |
| ----------------- | ------------------ |
| Italia            | 24                 |
| Polonia           | 8                  |
| Regno Unito       | 64                 |
| Repubblica Ceca   | 11                 |
| Romania           | 64                 |
| Svizzera          | 72                 |
| Ungheria          | 18                 |